# 頭足人間

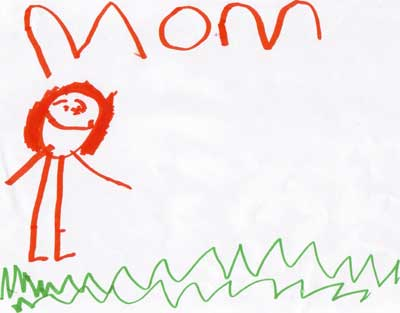
3歳児の描いたおかあさんの肖像

頭足人間（とうそくにんげん、または頭足人(とうそくじん)）は、頭（顔）から直接、足が生えた絵のことで、幼児の初期の描画に現れる特徴である。タコやイカなど頭足類に構造が似ているため頭足人と呼ばれる。
おたまじゃくしの発達と同じなのでおたまじゃくし人間(tadpole man)とも言われる。頭に四角い胴体をつけた人間を頭胴人間（ずどうにんげん）と呼ぶこともある。その後、胴体から手足が出た人間が描かれるようになる。
頭足人間の描画は閉じた円が書けるようになった後に生じる。はじめに頭を指すと考えられる部分に足が描かれ、腕はあったり無かったりする。頭と思しき部分が純粋に頭なのか、胴体を含めた円形の輪郭なのかは研究者によって意見が分かれている。モリーン・コックスが、できあがった頭足人間にへそを書き込むように求める実験を行ったところ、半数の子供は頭の内部の下の方に描き加え、半数は足の間に描き入れた。この事から、幼児にとって胴体は人物画に絶対に必要なパーツとは考えられていないことが示唆された。
3歳児は、閉じた円の組み合わせにより、人の顔やタマゴを描く。「よし、タマゴ描こう」、「僕はロボット描く」と意図を持って対象を紙に書き写す、つまり描くようになる。言語による計画化を計画化言語という。計画化言語が出る以前は、描いている途中と描き上げてからでは、絵のタイトルが変化することがある。しかし、計画化言語が出ると、命名が一貫するようになる。頭足人間を描くようになると、「これは、さほちゃん。こっちはあっくん」と言って、たくさんの友達を繰り返し描くようになる。

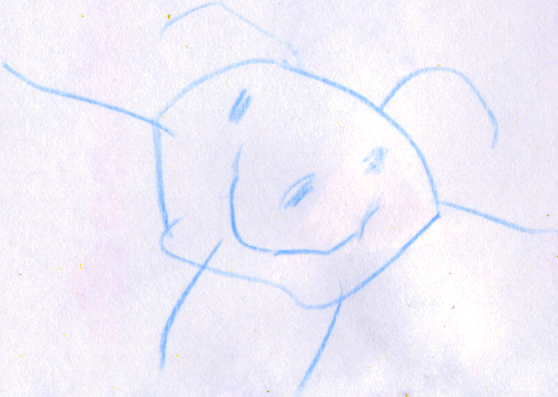
4 歳半の子供の絵
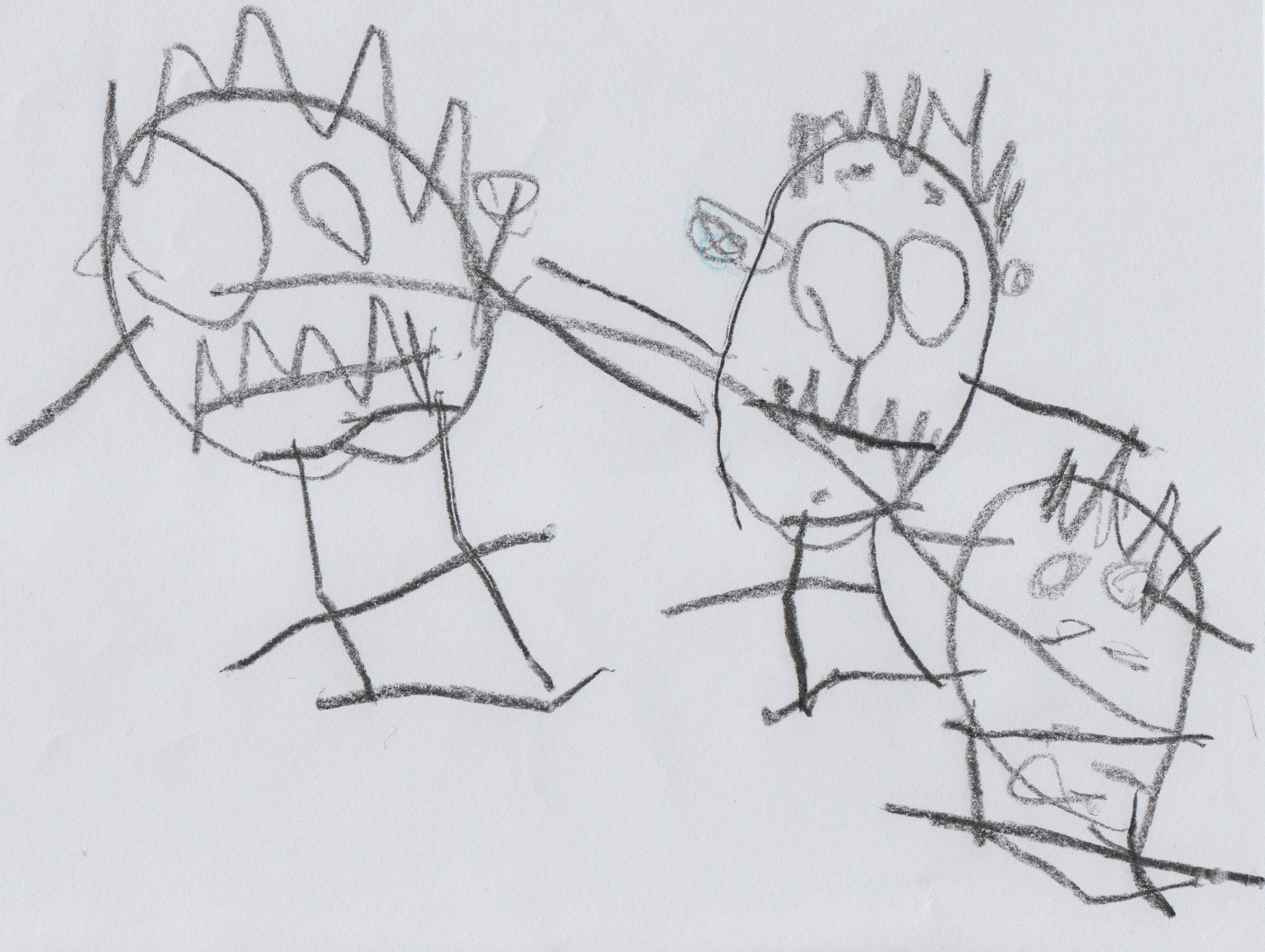
子供が描いた家族の絵。
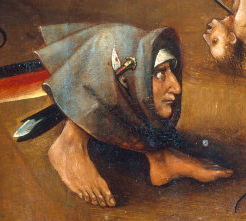
ヒエロニムス・ボスの「最後の審判（英語版）」のグリロイ（フランス語版）
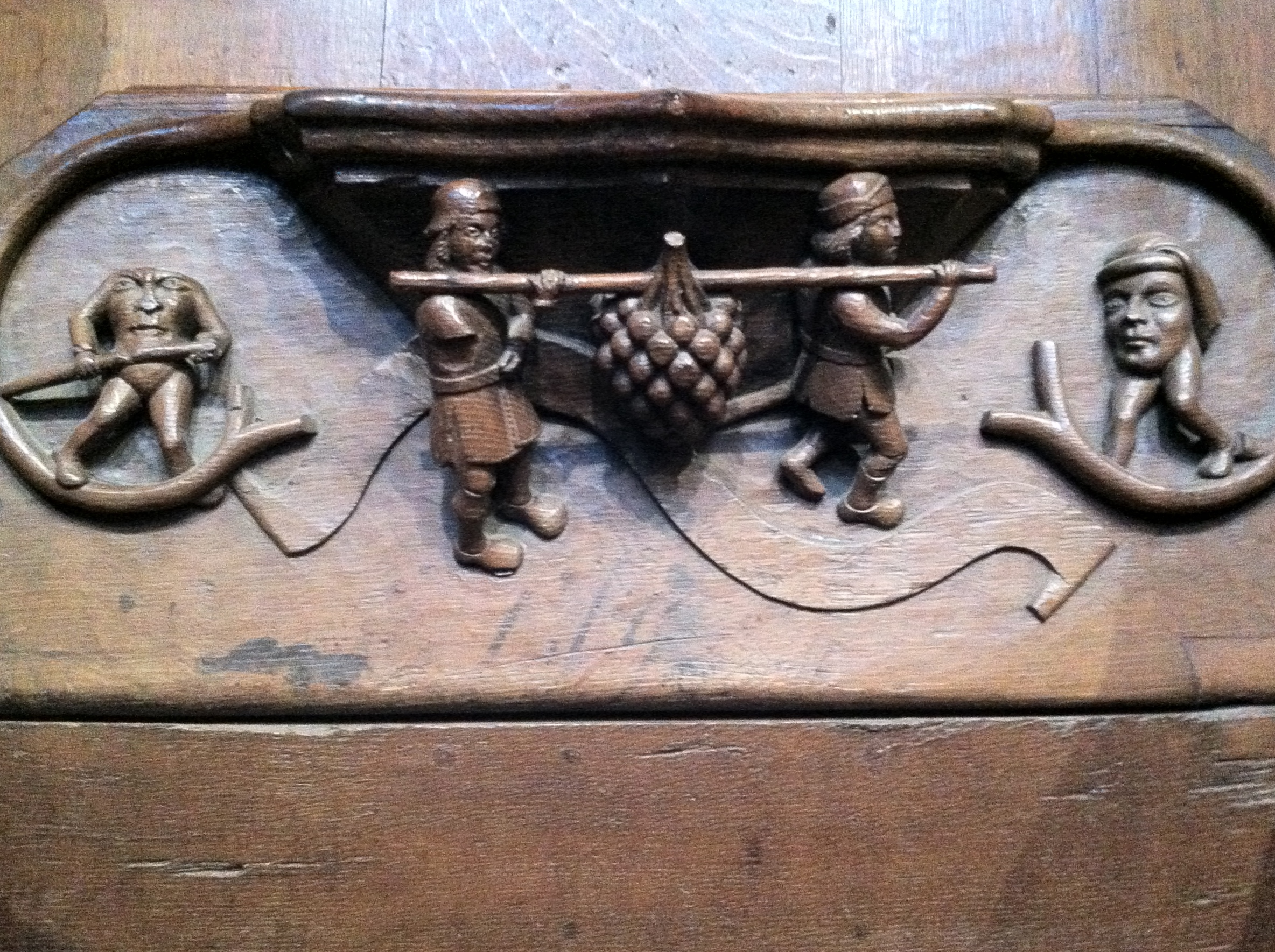
リポン大聖堂（英語版）の頭足人間（右）と首なし人間（英語版）